# Francisco Mojica
Francisco Juan Martínez Mojica (ur. w Elche, 5 października 1963 r.), znany pod nazwą Francisco JM Mojica, jest hiszpańskim mikrobiologiem z Uniwersytetu Alicante w Hiszpanii, znanym z badań nad techniką edycji genotypu CRISPR.
W 1993 roku obserwowano powtórzenia w organizmach archeologicznych Haloferax i Haloarcula, a ich funkcje zostały zbadane przez Francisco Mojicę. Pomimo że jego hipoteza okazała się błędna, Mojica przypuszczał, że zgrupowane powtórzenia odgrywają istotną rolę w prawidłowej segregacji replikowanego DNA w komórkach "córkach" podczas podziału komórek. Działo się tak, ponieważ plazmidy i chromosomy z identycznymi powtórzonymi tablicami nie mogły współistnieć w obrębie Haloferax volcanii. Po raz pierwszy odnotowano również transkrypcję przerywanych powtórek. Do roku 2000 grupa Mojiki zidentyfikowała przerwane powtórzenia w 20 gatunkach drobnoustrojów.
W roku 2001 Mojica i Ruud Jansen, którzy szukali dodatkowych przerywanych powtórek, zaproponowali akronim CRISPR (Clustered Regularly Interspaced Short Palindromic Repeats), aby złagodzić zamieszanie wynikające z licznych akronimów używanych do opisu sekwencji w literaturze naukowej.
W 2017 Mojica był laureatem nagrody Albany Medical Center.

## Publikacje
(Wybór spośród wymienionych na stronie instytutu Universidad de Alicante i tych, o których Lander napisał w artykule Bohaterowie CRISPR)
- F.J.M. Mojica, R.A. Garrett. Discovery and Seminal Developments in the CRISPR field (2013). In: CRISPR-Cas Systems: RNA-mediated adaptive immunity in Bacteria and Archaea. Barrangou, R. and van der Oost, J. (Eds.) Springer-Verlag Berlin Heidelberg. Cap1. pp 1-31. ISBN 978-3-642-34656-9; DOI: 10.1007/978-3-642-34657-6_1.
- Mojica, F.J.M., Juez, G., and Rodrı́guez-Valera, F. (1993). Transcription at different salinities of Haloferax mediterranei sequences adjacent to partially modified PstI sites. Mol. Microbiol. 9, 613–621
- Mojica, F.J.M., Ferrer, C., Juez, G., and Rodrı́guez-Valera, F. (1995). Long stretches of short tandem repeats are present in the largest replicons of the Archaea Haloferax mediterranei and Haloferax volcanii and could be involved in replicon partitioning. Mol. Microbiol. 17, 85–93.
- Mojica, F.J.M., Dı́ez-Villaseñor, C., Soria, E., and Juez, G. (2000). Biological significance of a family of regularly spaced repeats in the genomes of Archaea, Bacteria and mitochondria. Mol. Microbiol. 36, 244–246.
- Mojica, F.J.M., Dı́ez-Villaseñor, C., Garcı́a-Martı́nez, J., and Soria, E. (2005). Intervening sequences of regularly spaced prokaryotic repeats derive from foreign genetic elements. J. Mol. Evol. 60, 174–182.
- Mojica, F.J.M., and Garrett, R.A. (2012). Discovery and Seminal Developments in the CRISPR Field. In CRISPR-Cas Systems, R. Barrangou and J. van der Oost, eds. (Berlin, Heidelberg: Springer Berlin Heidelberg), pp. 1–31.
- Makarova K.S., Wolf Y.I., Alkhnbashi O., Costa F., Shah S., Saunders S.J., Barrangou R., Brouns S.J.J., Charpentier E., Haft D.H., Horvath P., Moineau S., Mojica F.J.M., Terns R.M., Terns M.A., White M.F., Yakunin A.F., Garrett R.A., van der Oost J., Backofen R., Koonin E.V. (2015). An updated evolutionary classification scheme for CRISPR-Cas systems. Nature Rev Microbiology, 13: 722-736.
- Makarova K.S., Wolf Y.I., Alkhnbashi O., Costa F., Shah S., Saunders S.J., Barrangou R., Brouns S.J.J., Charpentier E., Haft D.H., Horvath P., Moineau S., Mojica F.J.M., Terns R.M., Terns M.A., White M.F., Yakunin A.F., Garrett R.A., van der Oost J., Backofen R., Koonin E.V. (2015). An updated evolutionary classification scheme for CRISPR-Cas systems. Nature Rev Microbiology, 13: 722-736.
- García-Gutiérrez E., Almendros C., Mojica F.J.M., Guzmán N.M., García-Martínez J. (2015). CRISPR content correlates with the pathogenic potential of Escherichia coli. PLoS ONE, 10(7): e0131935.
- Almendros C., Mojica F.J.M. (2015). Exploring CRISPR-mediated interference by transformation with plasmid mixtures: identification of target interference motifs in Escherichia coli. Methods in Molecular Biology, 1311: 161-70.
- Almendros C., Mojica F.J.M., Díez-Villaseñor C., Guzmán N.M., García-Martínez J. (2014). CRISPR-Cas functional module exchange in Escherichia coli. mBIO, 5 (1): e00767-13.
- Shah S.A., Erdmann S., Mojica F.J.M., Garrett R.A. (2013). Protospacer recognition motifs: mixed identities and functional diversity. RNA Biol, 10:891-899.
- Díez-Villaseñor C., Guzmán N.M., Almendros C., García-Martínez J., Mojica F.J.M. (2013). CRISPR-spacer integration reporter plasmids reveal distinct genuine acquisition specificities among CRISPR-Cas I-E variants of Escherichia coli. RNA Biol, 10: 792-802.
- Almendros C., Guzmán N.M., Díez-Villaseñor C., García-Martínez J. and Mojica F.J.M. (2012). Target Motifs Affecting Natural Immunity by a Constitutive CRISPR-Cas System in Escherichia coli. PLoS ONE, 7(11): e50797.
- García-Heredia I., Martín-Cuadrado A.-B., Mojica F.J.M. , Santos F. , Mira A., Antón J. and Rodríguez-Valera F. (2012). Reconstructing Viral Genomes from the Environment Using Fosmid Clones: The Case of Haloviruses. PLoS ONE 7(3): e33802.
- Kira S. Makarova, Daniel H. Haft, Rodolphe Barrangou, Stan Brouns, Emmanuelle Charpentier, Philippe Horvath, Sylvain Moineau, Francisco J. M. Mojica, Yuri I. Wolf, Alexander F. Yakunin, John van der Oost, and Eugene V. Koonin (2011). Evolution and classification of the CRISPR-Cas systems. Nature Rev Microbiology, 9: 467-477.
- F.J.M. Mojica and C. Díez-Villaseñor (2010). The on-off switch of CRISPR immunity against phages in E. coli. Molecular Microbiology, 77:1341-1345.
- S. Miquel, E. Peyretaillade, L. Claret, A. De Vallee, C. Dossat, B. Vacherie, E. Hajji Zineb, B. Segurens, V. Barbe, P. Sauvanet, C. Neut, J. Colombel, C. Medigue, F.J.M. Mojica, P. Peyret, R. Bonnet and A. Darfeuille-Michaud (2010). Complete genome sequence of Crohn's disease-associated adherent-invasive E. coli strain LF82. PLoS ONE, 5(9): e12714.
- C. Díez-Villaseñor, C. Almendros, J. García-Martínez, and F.J.M. Mojica (2010). Diversity of CRISPR loci in Escherichia coli. Microbiology, 156: 1351-1361.
- F. J. M. Mojica, C. Díez-Villaseñor, J. García-Martínez, C. Almendros (2009). Short motif sequences determine the targets of the prokaryotic CRISPR defence system. Microbiology, 155:733-740.